# 阿尔浑德仑郭勒
阿尔浑德仑郭勒，一作阿日混都楞郭勒，位于中华人民共和国内蒙古自治区通辽市扎鲁特旗境内，是坤都冷河左岸支流，发源于扎鲁特旗北部，阿日昆都楞镇查干朝鲁图嘎查西南福特勒罕山西麓，蜿蜒向东北流经阿日昆都楞镇，于萨如拉嘎查西北转西南流，经乌兰哈达苏木巴彦格尔嘎查、赛布尔嘎查等地，于毕勒其尔东南汇入坤都冷河。河长100千米，流域面积2243.2平方千米。